# Réservoir de la Marne dit du Der-Chantecoq
Réservoir de la Marne dit du Der-Chantecoq este o arie protejată (sit de importanță comunitară — SCI) din Franța întinsă pe o suprafață de 6.127 ha, integral pe uscat.

## Localizare
Centrul sitului Réservoir de la Marne dit du Der-Chantecoq este situat la coordonatele 48°34′05″N 4°46′46″E / 48.56806°N 4.77944°E.

## Înființare
Situl Réservoir de la Marne dit du Der-Chantecoq a fost declarat arie specială de conservare în baza directivei 92/43 din 1992 referitoare la conservarea habitatelor naturale și a faunei și florei sălbatice pentru a proteja 12 specii de animale.

## Biodiversitate
Situată în ecoregiunea continentală, aria protejată conține 7 habitate naturale: Ape stătătoare oligotrofe până la mezotrofe, cu vegetație de Littorelletea uniflorae și/sau de Isoëto-Nanojuncetea, Ape puternic oligomezotrofe cu vegetație bentonică cu Chara spp., Lacuri eutrofice naturale cu vegetație de tip Magnopotamion sau Hydrocharition, Pajiști cu Molinia pe soluri calcaroase, turboase sau argilos-nămoloase (Molinion caeruleae), Păduri de stejar sau de stejar și carpen sub-atlantice și medio-europene de Carpinion betuli, Păduri aluvionare cu Alnus glutinosa și Fraxinus excelsior (Alno-Padion, Alnion incanae, Salicion albae), Fânețe de joasă altitudine (Alopecurus pratensis, Sanguisorba officinalis).
La baza desemnării sitului se află mai multe specii protejate:
- amfibieni (2): izvoraș-cu-burta-galbenă (Bombina variegata), triton cu creastă (Triturus cristatus)
- mamifere (5): liliac cârn (Barbastella barbastellus), castor (Castor fiber), liliac cu urechi mari (Myotis bechsteinii), liliac cărămiziu (Myotis emarginatus), liliac comun (Myotis myotis)
- nevertebrate (3): fluturele purpuriu (Lycaena dispar), Oxygastra curtisii, Vertigo moulinsiana
- pești (2): cicar (Lampetra planeri), boarță (Rhodeus amarus)

Pe lângă speciile protejate, pe teritoriul sitului au mai fost identificate 12 specii de plante, 46 de specii de păsări, 6 specii de amfibieni, 12 specii de mamifere, 3 specii de nevertebrate, 2 specii de pești, 2 specii de reptile.